# Oghenekaro Etebo
Oghenekaro Etebo (* 9. listopadu 1995, Lagos) je nigerijský fotbalista a reprezentant, od roku 2016 hráč portugalského klubu CD Feirense. V roce 2015 dostal cenu Konfederace afrického fotbalu pro nejtalentovanějšího afrického hráče.

## Reprezentační kariéra
S nigerijským týmem vyhrál mistrovství Afriky ve fotbale hráčů do 23 let 2015 a byl s pěti brankami nejlepším střelcem turnaje. Startoval na Letních olympijských hrách 2016 v Brazílii, kde Nigerijci skončili na třetím místě. Vstřelil čtyři branky v úvodním utkání, ve kterém Nigérie porazila Japonsko 5:4, ale pak se zranil a do zápasů vyřazovací části již nezasáhl.
V reprezentačním A-mužstvu Nigérie debutoval v roce 2013.